# Le Cannet-des-Maures
Le Cannet-des-Maures là một xã du Var (83) et de la région française Provence-Alpes-Côte d’Azur, Pháp. Xã này có diện tích 73,64 km², dân số năm 2006 là 3880người. Xã này nằm ở khu vực có độ cao từ 52-628 mét trên mực nước biển.

## Thông tin nhân khẩu
| Năm | 1962 | 1968 | 1975 | 1982 | 1990 | 1999 | 2006 |
| --- | ---- | ---- | ---- | ---- | ---- | ---- | ---- |
| Dân số | 1063 | 1435 | 1699 | 2320 | 3126 | 3478 | 3880 |
| From the year 1962 on: No double counting—residents of multiple communes (e.g. students and military personnel) are counted only once. |      |      |      |      |      |      |      |